# 大胆
「大胆」（だいたん）は、2024年1月5日にリリースされたWANDSのデジタルシングルであり、同年4月10日にリリースされた21枚目のCDシングル。また、「WANDS Live Tour 2024〜BOLD〜」で披露された本楽曲のライブ音源がデジタルシングルとして同年10月16日にリリースされた。
デジタルリリースと同日に劇場公開されたテレビシリーズ特別編集版『名探偵コナン vs. 怪盗キッド』のテーマソング。

## デジタルシングル
2023年12月6日、デジタルシングル「大胆」が2024年1月5日にリリースされることが発表された。シングルのリリースは、2023年5月17日リリースの20thシングル「RAISE INSIGHT」以来、デジタルシングルは2022年8月28日リリースの「世界が終るまでは… [WANDS 第5期 ver.]」以来となる。
『名探偵コナン』の登場人物「怪盗キッド」をテーマに書き下ろされた楽曲である。
発表と同日、上原と柴崎の本楽曲とタイアップに対するコメントも公開された。

### タイアップ
2023年12月6日発売の『週刊少年サンデー』2号にて、2024年1月5日にテレビシリーズ特別編集版『名探偵コナン vs. 怪盗キッド』が公開されることが発表され、本楽曲がそのテーマソングに起用されたことも発表された。過去にも『名探偵コナン』のテレビシリーズ総集編は劇場公開されてきたが、テーマソングがつくのは本楽曲が初である。
リリース告知と同日、本楽曲を使用した特別編集版映画の予告映像（15秒ver.と30秒ver.）とコナンとキッド、それぞれがメインとなるキービジュアルも公開された。
同アニメ映画で使用された音源は、映画館用に5.1chサラウンドミックスが施されている。

### 収録曲（デジタルシングル）
| #  | タイトル | 作詞     | 作曲・編曲 | 時間 |
| -- | -------- | -------- | ---------- | ---- |
| 1. | 「大胆」 | 上原大史 | 柴崎浩     | 4:01 |

## CDシングル
2024年2月3日、既に配信シングルとしてリリースされていた本楽曲が、WANDSの通算21枚目のCDシングルとして新たにリリースされると発表された。
名探偵コナンファンとWANDSファンからの反響を受けて、急遽CDシングルとしてリリースすることが決定したという。

### リリース（CDシングル）
CDシングル「大胆」は、名探偵コナン盤と通常盤の2形態でリリースされる。
名探偵コナン盤には、CDの他にアクリルスタンドが特典として封入されている。ジャケットは、『名探偵コナン vs. 怪盗キッド』の描き下ろしアニメ絵柄であり、アクリルスタンドもその絵柄によるものである。また、「真っ赤なLip」のライブバージョン（2023年に行われた「WANDS Live Tour 2023 〜SHOUT OUT!〜」の音源）も収録されている。
通常盤には、第5期WANDS初のオリジナル楽曲（上原による作詞、柴崎による作編曲）がカップリング楽曲として収録される。また、「大胆」のオフヴォーカル音源も収録される。特典として、初回プレス分のみ、「大胆」のMVのメイキング映像を視聴できるシリアルコードが封入される。発表時点では、MVは製作中だった。
同年2月14日、CDシングルリリースについて発表をした時点では未定だった通常盤のカップリング楽曲のタイトルが「honey」であることが発表された。あわせて、通常盤のジャケットアートワークと、青と黒を基調とした新しいアーティスト写真も公開された。
同年3月7日、本楽曲のMVが公式YouTubeチャンネルにて公開された。同日、WANDSはFM802 UPBEAT!『きんえいアポロビル・あべのルシアス Happy Theater』の公開収録に登場し、会場のあべのアポロシネマにおいてもプレミア公開と同時刻に同じMVの上映が行われた。
同年4月5日、FM802「FM802 FRIDAY Cruisin' Map!!」にて通常盤収録曲「honey」のフルサイズでの初オンエアが行われた。
同年4月9日から14日までの期間、タワーレコードあべのHoop店にて、本作のリリースを記念したエントランス看板の設置が行われた。
同年6月7日、「Japan Anison & Rock Festival 2024」にて本楽曲が初披露された際の映像が公式YouTubeチャンネル上で公開された。
同年6月17日、前年のファンクラブ会員限定イベント「WANDER-LAND NEO『FANDS』MEETING 2023」のバックステージ映像も交えた『honey』のMVが公式YouTube上にて公開された。
| 対象店舗     | 特典内容                                                     | 出典   |
| ------------ | ------------------------------------------------------------ | ------ |
| Musing       | メンバーサイン（プリント）入りアーティストカード（A5サイズ） | [ 17 ] |
| 応援ショップ | オリジナルミニステッカー（サイズ：W100mm×H50mm）             | [ 17 ] |

| 地域     | 店舗                               | 出典   |
| -------- | ---------------------------------- | ------ |
| EC       | タワーレコードオンライン           | [ 17 ] |
| EC       | HMV＆BOOKS ONLINE                  | [ 17 ] |
| EC       | 楽天ブックス                       | [ 17 ] |
| EC       | セブンネットショッピング           | [ 17 ] |
| EC       | ヨドバシ.com                       | [ 17 ] |
| EC       | TSUTAYA オンライン                 | [ 17 ] |
| 全国     | タワーレコード全店                 | [ 17 ] |
| 全国     | 全国のHMV                          | [ 17 ] |
| 北海道   | CD PLAZA WAVE WOW店                | [ 17 ] |
| 北海道   | コーチャンフォーミュンヘン大橋店   | [ 17 ] |
| 北海道   | コーチャンフォー旭川店             | [ 17 ] |
| 岩手県   | アメリカンウェーブ 北上店          | [ 17 ] |
| 埼玉県   | 山野楽器 丸広川越店                | [ 17 ] |
| 埼玉県   | 山野楽器 丸広入間店                | [ 17 ] |
| 千葉県   | 山野楽器 そごう千葉店              | [ 17 ] |
| 東京都   | 山野楽器 銀座本店                  | [ 17 ] |
| 東京都   | ヨドバシカメラ マルチメディアAkiba | [ 17 ] |
| 神奈川県 | 山野楽器 辻堂店                    | [ 17 ] |
| 新潟県   | サウンドエース                     | [ 17 ] |
| 富山県   | トオンミュージック ファボーレ店    | [ 17 ] |
| 静岡県   | イケヤイオンモール浜松志都呂店     | [ 17 ] |
| 静岡県   | イケヤプレ葉浜北店                 | [ 17 ] |
| 静岡県   | イケヤ MARK IS 静岡店              | [ 17 ] |
| 静岡県   | ニトーレコード店                   | [ 17 ] |
| 静岡県   | TSUTAYA 藤枝瀬戸新屋店             | [ 17 ] |
| 愛知県   | イケヤイオン小牧店                 | [ 17 ] |
| 大阪府   | Joshin 日本橋店 2F ディスクピア    | [ 17 ] |
| 大阪府   | ヨドバシカメラ マルチメディア梅田  | [ 17 ] |
| 鳥取県   | 今井書店吉成店サウンドスタジアム   | [ 17 ] |
| 佐賀県   | 赤い熊さん                         | [ 17 ] |
| 大分県   | エトウ南海堂                       | [ 17 ] |

### アートワーク
同年2月9日、名探偵コナン盤のジャケットアートワークが公開された。
原作者である青山剛昌の原画をもとにして、今作用に新たなアニメ絵柄が描き下ろされた。江戸川コナンと怪盗キッドが手錠でつながれた様を描いたイラストで、封入特典のアクリルスタンドにも使用される。
同年2月14日、通常盤のジャケットアートワークが公開された。メンバー3人に横浜のみなとみらいの夜景がコラージュされている。ジャケット中央には「Mission……」という意味深なメッセージが記されている。

### 収録曲（CDシングル）
| #         | タイトル                                                             | 作詞      | 作曲・編曲 | 時間 |
| --------- | -------------------------------------------------------------------- | --------- | ---------- | ---- |
| 1.        | 「大胆」                                                             | 上原大史  | 柴崎浩     | 4:04 |
| 2.        | 「真っ赤なLip [LIVE ver. from WANDS Live Tour 2023 〜SHOUT OUT!〜]」 |           |            | 5:52 |
| 合計時間: | 合計時間:                                                            | 合計時間: | 合計時間:  | 9:56 |

| #         | タイトル            | 作詞      | 作曲・編曲 | 時間  |
| --------- | ------------------- | --------- | ---------- | ----- |
| 1.        | 「大胆」            |           |            | 4:04  |
| 2.        | 「honey」           | 上原大史  | 柴崎浩     | 3:41  |
| 3.        | 「大胆」(OFF VOCAL) |           |            | 4:02  |
| 合計時間: | 合計時間:           | 合計時間: | 合計時間:  | 11:47 |

| 盤             | 特典内容                             | 備考                                                       | 出典   |
| -------------- | ------------------------------------ | ---------------------------------------------------------- | ------ |
| 名探偵コナン盤 | アクリルスタンド                     | 「江戸川コナン vs. 怪盗キッド」仕様。                      | [ 17 ] |
| 通常盤         | 「大胆」MVメイキング視聴シリアル封入 | 初回プレス分のみ。                                         | [ 17 ] |
| 通常盤         | （素敵なプレゼント）                 | 通常盤CDに隠された謎解きミッションをクリアする必要がある。 | [ 32 ] |

## デジタルシングル（ライブ音源）
同年9月24日、多くの要望に応える形で本楽曲のライブ音源が10月16日に配信リリースされることが発表された。
同年6月から7月にかけて開催された「WANDS Live Tour 2024〜BOLD〜」におけるパフォーマンスの音源である。
このときのサポートメンバーは、二家本亮介（Ba）、神田リョウ（Dr）。

### 収録曲（ライブ音源）
| #  | タイトル                                                | 作詞     | 作曲   | 時間 |
| -- | ------------------------------------------------------- | -------- | ------ | ---- |
| 1. | 「大胆［LIVE ver. from WANDS Live Tour 2024〜BOLD〜］」 | 上原大史 | 柴崎浩 | 4:15 |

## 楽曲解説
大胆
- 楽曲は、2023年10月頃に完成した[34]。
- 2024年3月7日、公式YouTubeチャンネルにてミュージック・ビデオが公開された。
- 2024年4月6日にWANDSが出演した「Japan Anison & Rock Festival 2024」でライブ初披露となった。このときのパフォーマンス映像が、同年6月7日に公式YouTubeチャンネルで公開された[29]。このパフォーマンス時のサポートメンバーは、ベースが二家本亮介、ドラムが神田リョウ[動画 1]。
- タイアップについて。
  - デジタルリリース日と同じ2024年1月5日公開の読売テレビ・日本テレビ系アニメ『名探偵コナン』のテレビシリーズ特別編集版『名探偵コナン vs. 怪盗キッド』テーマソング。本楽曲は、名探偵コナンテレビシリーズ特別編集版にとって初めてのテーマソングである。
  - 本楽曲は、『名探偵コナン』の登場人物である「怪盗キッド」がテーマの楽曲である。上原は怪盗キッドが同作品のキャラクターの中で一番好きで、本楽曲を担当することは光栄なことだと語った[35]。
  - 柴崎は、怪盗キッドには「神出鬼没な登場で注目を集め、想像を超えたやり方で仕掛けてくる、言動全てがクールでかっこいい」というイメージがあるため、イントロはそういったキッドのスリリングな様を意識して仕上げたと語った。一方で、曲中はコナンとキッドの2人の心の動きをドラマティックに描いたものにしたかったとコメントした[35]。
  - タイアップにあたり、『名探偵コナン』側から以下のような要望が細かく伝えられていた[36]。
    - 怪盗キッドが現れる時の劇伴を彷彿とさせるフレーズや音色を可能ならばイントロに挿入してほしい（柴崎曰く、コナン側のそのような意図を感じた）[36][37]。
    - 基本的に疾走感があり、怪盗キッドのイメージに合う曲にしてほしい。もし楽曲と怪盗キッドのイメージが合えば、今後の『名探偵コナン』においても登場テーマソングとして起用したい[36][37]。
    - 直接的に怪盗キッドや物語を描くのではなく、基本的には自由に作りつつ、作品の内容がふと香るようなダブルミーニングな曲にしてほしい[38]。

  - 柴崎は、初めは要望通りに楽曲制作を行ったが納得がいかず、一旦それらをリセットし、怪盗キッドの自分なりのイメージや印象を基に制作した[39]。そのため、イントロについての要望は制作の最後の方にクリアしたという[36]。
- 楽曲の制作について。
  - 柴崎は、要望に沿おうとするとなかなか制作が進まなかったので、一旦「映画館で流れる曲としてカッコ良いもの」を書こうというところに立ち返った[38]。
  - 柴崎は、怪盗キッド登場回を確認し、かっこいい登場シーンなどのイメージを頼りに、疾走感をテーマとして楽曲制作に臨んだ[40]。
  - 柴崎によれば、まずイントロもない状態の1コーラス分のデモを作り、上原が歌詞を書き、そして柴崎がフルアレンジをして新たなメロディを加えるという制作スタイルだった[40][39]。
    - 柴崎は、上原にデモ音源を渡すまでに時間を要し、歌詞を書く作業を困難にさせてしまったと述べた[39]。

  - 柴崎には、キッドをイメージした際、Aメロ、Bメロ、サビ（Cメロ）のようなパートの切り替わりのコントラストがしっかりした、鮮やかな曲を目指すというおぼろげなビジョンがあった。そのビジョンに基づいて曲を作った結果、その都度キーが変わる構成になった[40]。Dメロ的箇所はフルアレンジを作っている過程で出来上り、「泣き」の部分の上原の解釈や作詞に期待していた[36][37][38]。
    - 上原は、そういった柴崎の期待は知らなかったものの、Dメロにロマンチックかつエモーショナルな要素が入るのが良いという認識はあった[36][40]。

  - 上原は、最初はストリングスからのフェイドインのようなシンプルなイントロだったが、今のイントロがつくことでキャッチーさが増し、良い意味でアニソンらしくなったと述べた[37]。
    - 柴崎によると、フェードインしてくるフレーズ、キメ、リズムセクションという三段構えのイントロで、冒頭のフレーズは、間奏のパートを作っているときにイントロに持ってきたものだという[39]。

  - サビで転調し、そのままのキーで間奏に入り途中で元のキーに戻るアレンジについて、上原は戻し方がかっこいいと語り、柴崎は、悩んだ箇所ではあるが最終的に良い戻し方ができたのではないかと語った[36]。
  - サビ頭の「大胆に」というフレーズのバックのサウンドは毎回異なる。また、柴崎によると、3回目のサビは制作当初は音が入っていたが、ミックスの段階で無音にしたという[40]。
- 歌詞について。
  - 上原は、直接的な言葉を使わない、あからさまな歌詞ではない方が良いという要望に沿って作詞を行った[36][37][40]。
    - 「RAISE INSIGHT」は偶然コナンの内容とのリンクができたが、本楽曲はそれを狙って行う、というものだった[36][40]。
    - 上原は、普遍的な恋愛の曲にし、普段は使わないニュアンスの言葉を用いてキッドを彷彿とさせる歌詞にすることで要望に沿おうと試みた[38]。

  - キッドを彷彿とさせるスタイリッシュさ、恋愛的な戦いとコナンとキッドの戦いのイメージを両立させた内容に仕上げた[36][39]。自分を宝石とし、キッドに攫ってほしいというキッドファンの願望を織り交ぜた内容にもなっているうえ、キッドという天才的な初代をもつ二世の戦いを完全な想像で表現しており、この戦いが三世、四世と続いていくことも予感させる歌詞だという[37]。
  - 上原は、過去のキッド登場回を視聴し、メモを取るなどしたが、歌詞の中にそのメモを使うことはほぼなかった。結果的に、イメージを頼りにゼロから作詞をした[37][40][38]。
  - 何もないところからストーリーを構築し、サビに「大胆」というワードが配され、歌詞が完成した段階でその「大胆」を曲名とした[40]。
  - キャッチーさとダサさは隣り合わせで、曲名も含め慎重にキャッチーさを追い求めた。上原は、「大胆」という言葉には本楽曲のようなスタイリッシュさはないが、このミスマッチ感が耳に残りやすいと述べた[40][39][38]。柴崎は、「大胆に」というフレーズは音符・文字数の取り合わせも良く、上原のセンスを称賛した[37]。
  - 上原は、サビ頭には、ア行やエ行、濁音の子音で始まる音を配すことを意識していた。爆発力もあって喉も開き声量が出るうえ、キャッチーさにもつながるという[40]。
- 演奏と歌唱について。
  - ギター演奏について、柴崎は、あまり多くの工夫をせずストレートな感覚だったが、実際には左チャンネルでは歪みを抑えた風のコード感のある音を、右チャンネルではファットな感触を表現するなど技巧的なものに仕上がっている[36]。
  - 柴崎曰く、間奏ではギターソロに入らず、何小節かに一回出てくるフィルインが次に出てくるフレーズを待つ感じを見せる方が優先順位が高かった[36]。本楽曲の場合、ギターソロより、リズムのアンサンブルで聴かせた方がよいと感じたという[39]。
  - キメ合間のフレーズは、柴崎が本楽曲で最も難しかったかもしれないと語る箇所である。速いフレーズの箇所は、ハンマリングとハイブリッドピッキングによるもので、最後の音は、全てピックで弾こうとすると弦が飛び間に合わないため右手の中指で弾いている。上原は、これが独特なニュアンスになっていてかっこいいと称賛した[36]。
  - 「泣き」のニュアンスのあるDメロについて、上原は、全く違うセクションとして曲中に現れるドラマチックなこの箇所をどう表現するか、何パターンもレコーディングを行ったという[36]。
    - 上原はこの箇所を、優しさやロマンティックなものから現実に立ち返るような落差をドラマティックに表現しようとした[40]。
    - 上原が普段あまり使用しないファルセットを使い、儚い雰囲気を表現した[36]。

  - 上原は、いきなり音が上がるサビ頭は、喉を締めず、解放させ、力を抜いて歌うことがポイントだと指摘している[41]。

真っ赤なLip [LIVE ver. from WANDS Live Tour 2023 〜SHOUT OUT！〜]
- 2023年の「WANDS Live Tour 2023 〜SHOUT OUT!〜」で収録されたライブトラック。
- 柴崎は、「真っ赤なLip」が名探偵コナンファンの間で人気のある楽曲だという情報を聞き、本作に収録するに至ったと述べた[42]。
- 柴崎には、二家本亮介のベースと神田リョウのドラムのソロがインサートされており、歌やギターもスタジオレコーディング時以上に解き放たれている感触があった[42]。
- 柴崎は、曲中に2バスは出てこないが、間奏で極めて高速の2バスが現れ、ベースの勢いも聴く人を圧倒するクオリティのライブトラックだと語った[42]。
- リハーサルや本番を繰り返し、どれくらい音源から崩していいか、リズムセクションとしての自分の役割を考えながらライブに参加している二家本・神田の二人に対し、柴崎と上原は肯定し信頼を寄せており、この「真っ赤なLip」もそのような研鑽の中で生まれた[42]。
- 「真っ赤なLip」はWANDS加入したての時期で、上原の歌唱も定まっていなかったが、このライブトラックでは迷いなく理想的なパフォーマンスを発揮できていると、柴崎も上原も認識している[43]。

honey
- シングルのカップリング楽曲としては第5期初となるオリジナル曲。2月14日にタイトルが発表され[23][24]、4月5日にはFM802「FM802 FRIDAY Cruisin' Map!!」にてフルサイズでの初オンエアが行われた[26]。
- 2024年6月17日、公式YouTubeチャンネルにてミュージック・ビデオが公開された。
- 楽曲の制作について。
  - 柴崎曰く、8ビートでありながら、ダンス的ニュアンス、ロックンロール的ニュアンスを備えた曲[44]。
  - ライブで気楽に盛り上がれる曲を作りたかったという動機と、WANDSにはベースから始まる曲がなかったのでベースリフ始まりの曲を作りたかったという動機から制作が始められた[44][43][39]。
  - 柴崎は、ライブだと勝手にフェイクやアドリブが出てくるので、レコーディングもライブのように行った。上原も、ライブの方がテイクが良い場合が今までもあったので、観客を前にして歌っているイメージでレコーディングに臨んだ[43][38]。
  - 第5期WANDSは、かつてのWANDSも使っていた1990年代の定番の曲構成（Aメロ、Bメロ、サビを2回繰り返して、間奏、Dメロのようなもの）からは離れて曲を作っていたが、柴崎は、この楽曲は逆に90年代を彷彿とさせる曲構成にしたと語った[44]。
    - ただし柴崎曰く、90年代を意識しているわけではなく、アレンジも特殊なことは行っていない[44]。
- 歌詞について。
  - 上原は、実はかなり際どい歌詞だとしており[27]、1980年代のヤンチャな雰囲気を令和に持ち込み最適化させたイメージだと述べた[44]。
  - 上原は、他人が作る曲に歌詞を書く経験が第5期WANDSが始まった当初はなかったため、作曲も編曲もプロが行うということが念頭にあると責任を感じ、作詞が硬くなってしまいがちだったが、この曲の歌詞はあえて肩の力を抜いたように書いた[39][38]。
  - 2023年のライブツアーの雰囲気や、そこで得た感覚をイメージして歌詞が書かれた[40]。
- 演奏と歌唱について。
  - 柴崎は、上原の歌唱がこの曲にロックフレイバーを持ち込んでくれたと語っており、歌い出しを聴いた瞬間に予想以上のクオリティだと感じたという。上原のブルージー的雰囲気も兼ね備えたボーカルを高く評価している[44]。
    - このような歌唱は上原の得意分野ではあるが、表題曲やタイアップ曲ではなくカップリング曲だからこそ出せたという[44]。

  - 柴崎は、この曲のバッキングにはドラムとベースとが一緒になる、心地よいリズムを出したいという気概があった。ユニゾンしている箇所も多く、歌の隙間にメロディーになるようなフィルイン・フレーズが聴こえてきてほしいというイメージだった[44]。
  - 間奏は元々、最初の8小節程はギターソロを入れていなかったが、上原が自由にフェイクを入れたおかげで、柴崎がそれに呼応するようにライブらしい雰囲気で弾いたギターソロを後から挿入した。ライブ的雰囲気も感じられる、柴崎好みのブルージーなニュアンスだという[44][40][39]。
    - 楽曲制作において、特に柴崎と上原で話し合ってイメージを共有することはないが、今回のケースのように音や歌から感じ取れるものがあり、それでコミュニケーションを取っている感覚だという[38]。

  - 左チャンネルで鳴っているクリーントーンは、柴崎曰く思い切ったことをしたものであり、洗練感のあるシングルコイルのハーフトーンのようなものではなく、武骨な感じのクリーンでいきたかったと述べた[44]。

## ミュージック・ビデオ

### 大胆
2024年3月7日、本楽曲のMVが公式YouTubeチャンネルにて公開された。その後、データトラブルのため翌日3月8日にアップロードし直された。
CDシングル通常盤のアートワークにもあしらわれている横浜みなとみらいの施設において撮影された。柴崎は、上原がカメラ目線に積極的に挑戦しており、それが本MVのポイントだとしている。
| 担当                     | スタッフ                       | 出典       |
| ------------------------ | ------------------------------ | ---------- |
| MV監督                   | 大野剛史（ハイラインスタジオ） | [ 動画 2 ] |
| 撮影監督                 | 松井直之 (SPICE)               | [ 動画 2 ] |
| 照明監督                 | 杉山泰則 (S-LIGHT)             | [ 動画 2 ] |
| 映像プロデューサー       | 笠原隼人 (YUMTHEBIT)           | [ 動画 2 ] |
| 撮影地                   | ノートルダム横浜 みなとみらい  | [ 動画 2 ] |
| ヘアアンドメーキャップ   | 浅沼薫 (Deep-End)              | [ 動画 2 ] |
| スタイリスト             | 柳翔吾                         | [ 動画 2 ] |
| スタイリストアシスタント | Shimojima Kazusa               | [ 動画 2 ] |

MVのメイキング映像は、通常盤に封入されている購入特典のシリアルナンバーを用いて視聴することができる。視聴可能な期間は2024年4月9日から7月9日まで。

### honey
2024年6月17日、カップリング曲の『honey』のMVが公式YouTubeチャンネルにて公開された。
2023年に行われた「WANDER-LAND NEO『FANDS』MEETING 2023」のパフォーマンス、バックステージ、リハーサルの映像を織り交ぜた構成になっている。

## プロモーション
| 曲   | 日付                    | 放送局     | 枠組み                            | 出典          |
| ---- | ----------------------- | ---------- | --------------------------------- | ------------- |
| 大胆 | 2024年4月1日から4月15日 | ラジオ日本 | ラジオ日本 パワーチューン 4月前半 | [ 47 ] [ 48 ] |

4月19日と26日（リピート放送）に、100%ヒッツ!スペースシャワーTVプラスにて、CDシングル「大胆」のリリースを記念したWANDSのMV特集の、撮り下ろしコメント入りでの放送があった。

## チャート成績
デジタルシングル
Billboard JAPANのチャートにおいて、2024年1月17日公開の「Download Songs」で初登場15位を記録した。オリコンチャートにおいては、2024年1月15日付の「週間デジタルシングル（単曲）ランキング」で初登場32位 (2,402DL) を記録した。
CDシングル
2024年4月17日公開のBillboard Japan「Top Singles Sales」において、全国推定売上枚数5,348枚で初登場8位を記録した。
オリコンチャートでは、2024年4月22日付の「週間シングルランキング」において、推定売上枚数5,949枚で初登場5位、同日付の「週間ROCKシングルランキング」で初登場1位、同日付の「週間アニメシングルランキング」で初登場2位を記録した。また、2024年4月9日付のオリコン「デイリーシングルランキング」において、推定売上枚数3,214枚で初登場3位を記録した。
2024年4月度の「月間シングルランキング」において、推定売上枚数7,185枚で初登場29位、同月の「月間ROCKシングルランキング」では初登場4位を記録した。
| 週間チャート    | 週間チャート                           | 最高順位 | 出典   |
| --------------- | -------------------------------------- | -------- | ------ |
| Billboard Japan | Download Songs                         | 15       | [ 1 ]  |
| Billboard Japan | Top Singles Sales                      | 8        | [ 11 ] |
| オリコン        | 週間デジタルシングル（単曲）ランキング | 32       | [ 2 ]  |
| オリコン        | 週間シングルランキング                 | 5        | [ 12 ] |
| オリコン        | 週間ROCKシングルランキング             | 1        | [ 14 ] |
| オリコン        | 週間アニメシングルランキング           | 2        | [ 16 ] |

| 月間チャート | 月間チャート               | 最高順位 | 出典   |
| ------------ | -------------------------- | -------- | ------ |
| オリコン     | 月間シングルランキング     | 29       | [ 13 ] |
| オリコン     | 月間ROCKシングルランキング | 4        | [ 15 ] |